# インコ亜科
インコ亜科（Psittacinae
）はインコ科Psittacidaeに属する亜科の一つで、ヒインコ亜科とともにインコ科を構成する。
インコ亜科にはいわゆるインコ（"true" parrots）、パラキートとコンゴウインコ属が含まれるが、ヒインコやオウムは含まれない。族相互の関係は紛らわしく、この系統分類学は徹底した見直しが必要である。
時にはほとんどの族が亜科に昇格して記述されることもあるが、ヒインコがある程度明確なグループであることから見ても、ここで使われているこの体系がいまのところこれらの鳥たちの進化における相互関係を、それなりに良く反映しているように思われる。
現時点ではインコ亜科に属するいくつかの系統が、最終的にははっきりと異なる亜科として認識されるようになることがかなり確実なようである。そして先史時代のオウム目に属するいくつかの科が明らかにオウム科のそれよりも大きな差異をもっていることから、もしかするとオウム科もまた亜科であると考えられるかもしれない。
複数の亜科による分類が好ましいアプローチとするならば、インコ亜科はアフリカンパロットに限定され、おそらく何種類かのアジア産インコのグループ（ただしオーストラリア産は除外）がここに含まれることになるだろう。

## 絶滅種
マスカリン諸島産の、すべて絶滅種であり、おそらくは単系統である三つの属の互いの関係はひときわ謎に満ちている。地理的にはPsittacini族に最も近いが、おそらくPsittaculini族に属し、南アジアか東南アジアに由来する。
- マスカリンインコ, Mascarinus mascarinus　Mascarene Parrot
- モーリシャスインコ, Lophopsittacus mauritianus　Broad-billed Parrot
- モーリシャスインコの一種,  Lophopsittacus bensoni (論争中)　Mauritius Grey Parrot
- ロドリゲスインコ, Necropsittacus rodericanus　Rodrigues Parrot

## 族
- Arini 族(南米産インコ) - 多系統群か？
- Cyclopsitticini 族(イチジクインコ属)
- Micropsittini 族(ケラインコ属)
- Nestorini 族(ミヤマオウム、カカ)
- Platycercini 族(ヒラオインコ属など)
- Psittrichadini 族(アラゲインコ)
- Psittacini 族(アフリカンパロット - ヨウム、ハネナガインコ属など)
- Psittaculini 族(アジア産インコ - ホンセイインコ属、サトウチョウ属など)
- Strigopini 族(フクロウオウム)